# Contenda (Gaula)
Contenda é um sítio povoado da freguesia de Gaula, concelho de Santa Cruz, Ilha da Madeira.
Neste sítio da freguesia de Gaula existe um miradouro, o miradouro da Contenda, que proporciona uma vista sobre o mar, com vista para as ilhas Desertas, aeroporto e Porto Santo em dias de boa visibilidade.